# (22057) Brianking
(22057) Brianking (2000 AE52) – planetoida z grupy pasa głównego asteroid okrążająca Słońce w ciągu 3,43 lat w średniej odległości 2,27 j.a. Odkryta 4 stycznia 2000 roku.